# Árpád Nádai
Dans le nom hongrois Nádai Árpád, le nom de famille précède le prénom, mais cet article utilise l’ordre habituel en français Árpád Nádai, où le prénom précède le nom.
Árpád Nádai, né le 3 avril 1883 à Budapest et mort le 18 juillet 1963 à Pittsburgh, est un universitaire américain d'origine hongroise, réputé pour ses contributions à la théorie de la plasticité.

## Biographie
Árpád Nádai étudie les sciences de l'ingénieur à l'université de Budapest puis à l'université technique de Berlin, dont il sort diplômé en 1911. En 1918 il rejoint l'Institut de Mécanique appliquée de Göttingen, dirigé par Ludwig Prandtl, et en devient professeur en 1923. En 1927 il est appelé aux États-Unis pour y prendre la succession de  Timoshenko à la tête des laboratoires de la Sté Westinghouse.
Árpád Nádai s'est principalement consacré à l'étude expérimentale de la théorie de la plasticité, sur laquelle il a écrit un manuel (1931), le premier paru en anglais et entièrement consacré à ce sujet. Il y aborde aussi bien la plasticité des métaux que celle des géomatériaux.
En 1958 il est récompensé par la Médaille Timoshenko, et en 1960 par la médaille Elliott-Cresson.
Depuis 1975, l'American Society of Mechanical Engineers (ASME) décerne la Médaille Nadai aux chercheurs actifs dans le domaine des sciences des matériaux.

## Écrits
- Die elastischen Platten: die Grundlagen und Verfahren zur Berechnung ihrer Formänderungen und Spannungen, sowie die Anwendungen der Theorie der ebenen zweidimensionalen elastischen Systeme auf praktische Aufgaben , Berlin, Springer 1925
- (de) Handbuch der Physik, vol. VI, Berlin, Springer Verlag, 1928, « 6. Plasticität und Erddruck »
- Der bildsame Zustand der Werkstoffe, Springer 1931
- Plasticity - a mechanics of the plastic state of matter, McGraw Hill 1931 (éd. en anglais de son livre Der bildsame Zustand der Werkstoffe)
- Theory of flow and fracture of Solids, McGraw Hill 1950 (rééd. augm. de l'ouvrage de 1931)